# 沈彬 (唐朝)
沈彬（864年？—961年），字子文，高安（今江西高安）人。晚唐詩人。
寓居丹陽。自幼刻苦好学，喜诗文。唐末應進士，不第，後浪迹衡、湘（洞庭湖、湘江），好神仙之事。曾隱居雲陽山十年，學仙道，工於詩，與僧虛中、齊己為詩友。南唐李昪镇守金陵，召为秘书郎，不久以吏部郎中致仕。八十多歲時，李璟以舊恩召见他，赐粟帛。不久卒。有《閒居集》一〇卷、《沈彬诗集》一卷，均佚。《全唐诗》录其诗十九首，《全唐诗补编》補其诗九首，《全唐文》存其文一篇。

## 注解
1. ↑  《五代诗话》作子美，《唐才子传》卷一○作子文。
2. ↑  《唐才子传》卷一○作筠州高安人，陈鳣《续唐书》稱其洪州高安人。
3. ↑  《大清一统志》卷六十二：“沈山在丹阳县东北四十里，旧名簸箕山，以南唐时沈彬居此，因名，今光孝寺其址也。”
4. ↑  《唐才子传校笺》沈彬本传笺云：“沈彬于光化四年（即天复元年）三举下第后，南游到湖湘一带，寓居衡州云阳山十余年，与诗僧齐己、虚中为诗道之游。”
5. ↑  尤袤《全唐诗话·沈彬》：“ 彬，字子文， 高安人也，天性狂逸，好神仙之事。”
6. ↑  龙衮《江南野史》卷六沈彬條：“沈彬者，筠陽高安人。少好學讀書，有能詩之譽。屬唐末離亂，隨計不捷。南游湘湖，隱雲陽山十年許。與浮圖輩虛中、齊己以詩名，互相吹噓，為流輩所慕。”《尚友錄》：“彬，字子文。隱雲陽山學仙道，工詩，後尸解而去。”
7. ↑  《全唐诗话续编》引《江南野錄》云：“沈彬早有詩名。先主鎮金陵，知其欲代楊氏，献《山水图诗》云：‘须知手笔安排定，不怕山河整顿难。’览而喜之。”《江南野史》卷六沈彬條：“先主夙聞其名，覽之而喜，遂授秘書郎，入贊世子。未幾，以老乞骸骨歸。乃授吏曹郎致仕，年將八十，修養不怠。”
8. ↑  《全唐诗》卷七四三沈彬本传：“年八十余，李環以舊恩召見，賜粟帛，官其子。”；《江南野史》卷六沈彬條：“嗣主至南昌，彬乃撐舟往見。……厚赐粟帛盐货放还。寻卒。”徐鉉《稽神錄》稱其年八十餘卒。
9. ↑  《郡斋读书志》著录《沈彬集》一卷，《宋史·艺文志》记其《闲居集》一○卷，杨慎《升菴诗话》谓其有诗二卷。